# Leiocephalus stictigaster
Leiocephalus stictigaster (кубинська смугаста ігуана-крутихвіст) — вид ігуаноподібних ящірок родини Leiocephalidae. Ендемік Куби.

## Підвиди
Виділяють дванадцять підвидів:
- Leiocephalus stictigaster stictigaster Schwartz, 1959;
- Leiocephalus stictigaster astictus Schwartz, 1959;
- Leiocephalus stictigaster celeustes Schwartz & Garrido, 1968;
- Leiocephalus stictigaster exotheotus Schwartz, 1959;
- Leiocephalus stictigaster gibarensis Schwartz & Garrido, 1968;
- Leiocephalus stictigaster lipomator Schwartz & Garrido, 1968;
- Leiocephalus stictigaster lucianus Schwartz, 1960;
- Leiocephalus stictigaster naranjoi Schwartz & Garrido, 1968;
- Leiocephalus stictigaster ophiplacodes Schwartz, 1964;
- Leiocephalus stictigaster parasphex Schwartz, 1964;
- Leiocephalus stictigaster septentrionalis Garrido, 1975;
- Leiocephalus stictigaster sierrae Schwartz, 1959.

## Поширення і екологія
Кубинські смугасті ігуани-крутихвости поширені на Кубі та на сусідньому острові Ісла-де-ла-Хувентуд. Вони живуть у мезофільних вічнозелених і напівлистяних лісах, соснових лісах, прибережних і субприбережних мікрофільних лісах. Віддають перевагу відкритим місцевостям і узліссям, трапляються в парках і садах. Живляться комахами, павуками, ракоподібними і рослинністю. Відкладають яйця.